# Carneville
Carneville – miejscowość i gmina we Francji, w regionie Normandia, w departamencie Manche.
Według danych na rok 1990 gminę zamieszkiwało 241 osób, a gęstość zaludnienia wynosiła 35 osób/km² (wśród 1815 gmin Dolnej Normandii Carneville plasuje się na 649. miejscu pod względem liczby ludności, natomiast pod względem powierzchni na miejscu 726.).